# Anopheles pattoni
Anopheles pattoni är en tvåvingeart som beskrevs av Samuel Rickard Christophers 1926. Anopheles pattoni ingår i släktet Anopheles och familjen stickmyggor. Inga underarter finns listade i Catalogue of Life.